# سفينة غلوريا سكوت
سفينة غلوريا سكوت، بالإنجليزية The Adventure of the Gloria Scott، واحدة من 56 قصة لشرلوك هولمز من تأليف ارثر كونان دويل، نشرت لأول مرة بشكل منفرد في مجلة الستراند في أبريل عام 1893، قبل أن يعاد نشرها مجمعة مع باقي قصص سلسلة مذكرات شرلوك هولمز.

## ملخص القصة
في أمسية يوم شتوي، يكون هولمز جالسا مع صديقه الدكتور واطسون، ويخبره أنه سيحكي له تجربته الأولى في التحقيق، وقد كان ذلك لما كان طالبا في الجامعة.يقول هولمز أنه كان له صديق يدعى فيكتور تريفور، وقد قام هذا الأخير بدعوته لقضاء شهر من العطلة في منزل والده، الذي يقع في نورفك، كان والد فيكتور رجلا ثريا جمع ثروته في أستراليا.
تجري بداية العطلة بشكل طبيعي جدا، إلى غاية وصول رجل يدعى هودسون، أحد المعارف القدامى لوالد فيكتور تريفور، الذي يبدأ بالتصرف بشكل غريب منذ وصول ذلك الضيف غير المنتظر.
يغادر هولمز منزل والد صديقه، لكن بعد سبعة أسابيع يستقبل تلغراما من فيكتور يرجو فيه منه أن يعود إلى نورفك، ويقول أن والده يحتضر بعد تلقيه لإحدى الرسائل، وخلال حديثهما هذا في محطة القطارات، يكون والد جون قد مات بالفعل.
يقول فيكتور لهولمز ان ذلك الرجل المدعو هودسون جاء للبحث عن عمل، لكنه استغرب عند رقاه والده من مجرد بستاني إلى رئيس خدم في فترة قصيرة، وكان يحصل على كل ما يريد، ورغم شكاوي فيكتور وباقي الخدم حول سلوك هودسون، لكن والد فيكتور لا يفعل شيئا بخصوصه.فجأة وفي إحدى الأيام يقول هودسون أنه قرر المغادرة إلى هامبشاير، لرؤية السيد بيددوز وهو الآخر واحد من معارفه القدامى.
يري فيكتور لهولمز الرسالة التي وصلت إلى والده قبل وفاته، ويستنتج هولمز أن السيد تريفور كان يتعرض للابتزاز.
يتضح فيما بعد ان الاسم الحقيقي للسيد تريفور هو جايمس ارميتايج، وقد قام في شبابه باختلاس اموال من البنك الذي كان يعمل فيه، لكن قبض عليه وتقرر إرساله إلى أستراليا، في سفينة تدعى غلوريا سكوت.على متن السفينة، يلتقى ارميتايج بسجناء آخرين من بينهم سجين يدعى ايفانز، ويتفق معهم على مآمرة للهروب من الأسر، إلا أن خطتهم كشفت، ما أدى لنشوب شجار في السفينة تسبب في غرقها، لكنهم رغم ذلك نجح بعضهم في النجاة بواسطة قارب صغير، وكان من بين الناجين رجل يدعى هودسون.
يواصل ايفانز وارميتايج رحلتهم إلى أستراليا، مغيرين اسميهما إلى بيددوز وتريفور، ويجمعان ثروة هناك قبل أن يقررا العودة إلى انجلترا، ويسير كل شيء على ما يرام إلى أن يظهر هودسون مجددا في حياتهما ويهدد بفضح أسرار الماضي.

## التناقض في الإطار الزمني للقصة
في اعتراف السيد تريفور عن أسرار ماضيه، قال أن سفينة غلوريا سكوت غادرت من بريطانيا إلى أستراليا قبل 30 سنة عام 1855، ما يجعل أحداث القصة تدور في 1885، لكن هولمز قال أن القصة دارت أحداثها خلال سنوات دراسته الجامعية ما يخلق تناقضا في التواريخ، لكن من المحتمل ان السيد تريفور بقوله 30 سنة كان يقصد 25 سنة، ما يجعل احداث القصة تدور في 1880.

## الترجمة العربية
سفينة غلوريا سكوت، دار الأجيال للترجمة والنشر.

## الاقتباس
- فيلم Dressed to Kill الذي انتج عام 1946 من بطولة بازيل رثبون تم اقتباس احداث بشكل طفيف من القصة.
- تم اقتباس إحدى حلقات المسلسل الكرتوني "شرلوك هولمز في القرن 22" من القصة، وقد تم تغيير سفينة غلوريا سكوت بمركبة فضاء في رحلة إلى القمر.

## روابط خارجية
- نص القصة كاملا على ويكي مصدر (باللغة الإنجليزية).
- قراءة القصة مجانا مرفقة بالرسومات الأصلية (باللغة الفرنسية).